# Lynn Lake
Lynn Lake är en ort i Kanada.   Den ligger i provinsen Manitoba, i den centrala delen av landet, 2 200 km nordväst om huvudstaden Ottawa. Lynn Lake ligger 343 meter över havet och antalet invånare är 714. Den ligger vid sjöarna  Eric Lake och West Lynn Lake.
Terrängen runt Lynn Lake är platt. Trakten runt Lynn Lake är nära nog obefolkad, med mindre än två invånare per kvadratkilometer.. Det finns inga andra samhällen i närheten. 
I omgivningarna runt Lynn Lake växer i huvudsak barrskog.
Lynn Lake Airport ligger nära orten.